# Let Me in Your Heart Again
"Let me In Your Heart Again" é um single da banda inglesa de rock Queen, escrito pelo guitarrista Brian May e lançado no álbum Queen Forever em 2014. A canção foi originalmente gravada durante as sessões do álbum The Works, no segundo semestre de 1983 e lançada com novos arranjos.
A canção foi lançada com o objetivo de arrecadar fundos para uma campanha da Coca-Cola para a Global Fund como forma de combater a AIDS, tuberculose e malária.

## Vídeo musical
Dois clipes para a canção foram lançados. O primeiro, no lançamento do single, de sua versão estendida, e o segundo no lançamento do álbum. Ambos mesclam imagens de arquivo da banda, vindo a caracterizar todos, incluindo Freddie e John Deacon.

## Ficha técnica
- Freddie Mercury - vocais, piano
- Brian May - vocais de apoio, guitarra
- Roger Taylor - vocais de apoio, bateria
- John Deacon - baixo